# Kambotorosch Harbour
Kambotorosch Harbour (in der deutschen Kolonialzeit Kambotorosch, Kambotorós oder Abataros, davor Gowers Harbour oder Port Praslin genannt) ist eine Bucht an der Südwestküste der Insel Neuirland in der gleichnamigen Provinz von Papua-Neuguinea. Sie ist damit Teil der Salomonensee des Pazifischen Ozeans.

## Geographie
Die Bucht wird von einem Einschnitt der Küste der Insel Neuirland im Osten und Süden sowie einer Landzunge mit dem Tawanlik Cape im Westen gebildet. Sie ist etwa einen Kilometer breit und reicht bis zu einem Kilometer tief ins Land hinein. Im Osten schützt das Vorgebirge, Tauwaulik genannt, die Bucht. Etwas nördlich des Buchteingangs liegt die Insel Lambom Island, im Westen vor der Bucht liegt Latau Island.

## Geschichte
Die Bucht wurde 1767 von dem britischen Seefahrer und Entdecker Philipp Carteret entdeckt, der sie Gowers Harbour nannte. Als 1768 der Franzose Louis Antoine de Bougainville die Bucht erreichte, nannte er sie Port Praslin.
Nach Gründung der britischen Strafgefangenenkolonie New South Wales in Australien (1788) gewann die Südspitze Neuirlands für englische Schiffe an Bedeutung, da sie an der sogenannten „inneren Route“ von Sydney nach Hongkong lag. Um 1840 siedelte bereits eine Gruppe von achtzehn Europäern, vermutlich Deserteure aus Sydney, in der Bucht. Einen verstärkten Zuzug von Europäern verzeichnete die Gegend ab Januar 1880, als die Bucht Standort für das koloniale Siedlungsprojekt eines „freies Neufrankreichs in der Südsee“ (La Nouvelle France, Colonie Libre du Port Breton) des Franzosen Charles Bonaventure du Breil, Marquis de Rays, wurde. Bis zum Januar 1882 landeten auf insgesamt vier Auswandererschiffen wohl über 500 Siedler französischer, italienischer, deutscher und spanischer Abstammung in der Gegend, die nach vergeblichen Rodungs- und Ackerbauversuchen, harten Entbehrungen und einer Vielzahl von Todesfällen die Siedlungen allerdings wieder aufgaben und nach Nouméa bzw. Sydney weiterzogen.
Ab 1884 war die Südspitze Neuirlands (zu dieser Zeit Neumecklenburg genannt) Interessensgebiet der auf Neubritannien und den Duke-of-York-Inseln ansässigen Handelsfirmen. Hiernach wurde dir Gegend Teil der deutschen Kolonie Deutsch-Neuguinea. Nach kurzzeitiger Zugehörigkeit zum Australischen Mandatsgebiet und japanischer Besetzung im Zweiten Weltkrieg wurde das Gebiet schließlich Teil des unabhängigen Staats Papua-Neuguinea.